# Nadaljevalna vojna
Nadaljevalna vojna je bil spopad med Finsko in nacistično Nemčijo na eni strani ter Sovjetsko zvezo (SZ) na drugi strani. Vojna se je začela 25. junija 1941 in je trajala do 19. septembra 1944. Vzrok za vojno je bila zimska vojna, v kateri je Finska izgubila velik del ozemlja. V želji, da bi izgubljeno ozemlje pridobila nazaj, je podpisala zavezništvo z nacistično Nemčijo. Državi sta nato skupaj napadli Sovjetsko zvezo v junijski operaciji Barbarossa.

## Vzroki za vojno
Finci so videli Nemčijo kot protiutež, zlasti po zimski vojni. Na drugi strani pa se je Nemčija zanimala za Finsko, zlasti odkar je začela pripravljati operacijo Barbarossa. Septembra 1940 so Finci in Nemci sklenili sporazum, po katerem so nemške čete prišle na Finsko, ter preko njenega ozemlja prosto prevažale orožje. Premiki čet Stalinu niso ostali skriti zato je SZ zahtevala njihov umik saj je Finska spadala v njihovo interesno območje, vendar dalj od te zahteve tudi ni prišlo. V prvi polovici leta 1941 sta začeli nemški in finski vojni poveljstvi močno sodelovati. Dva tedna pred napadom je Finska mobilizirala del svojih čet. 13. junija pa je v finsko vrhovno povelstvo prišel general Erfurth, katerega naloga je bila vzpostaviti komunikacijo med finsko in nemško vojsko. Dva dni pozneje je tudi prevzel dve finski diviziji. 17. junija je bila razglašena popolna mobilizacija finske vojske. Do napada na SZ je prišlo 25. junija 1941, uradno pa je bila vojna SZ napovedana preko radija 26. junija.

## Načrti
Finci in Nemci so se na fronti borili skupaj, vendar sta obstajali dve različni fronti. Na severu in vzhodu so bile nemške čete, ki so prišle iz zasedene Norveške. Njihova naloga je bila osvojitev proge ki je povezovala mesto Murmansk z ostalo SZ. Tako bi prekinili preskrbo, ki jo je SZ dobivala od zaveznikov. Na jugu in jugovzhodu pa so bile večinoma finske čete. Njihova naloga je bila osvojitev ozemlja, ki so ga izgubili v zimski vojni ter pomoč nemški armadni skupini sever, katere naloga je bila zavzetje Leningrada.

## Vojna
V prvih desetih dneh vojne je celotna fronta, od severa pa vse do juga, krenila v napad. Na severnem in vzhodnem delu fronte kjer so se bojevali Nemci, napad ni bil uspešen. Sovjetske enote so se, za razliko od ostalih delov, tu trdovratno branile. Nemcem tako do konca vojne ni uspelo zasesti niti enega kraja ob strateško pomembni progi, ki je povezovala mesto Murmansk z preostalo SZ. V drugi polovici avgusta je Fincem ponovno uspelo osvojiti mesto Viipuri, v začetku septembra pa je bilo pod njihovim nadzorom že celotno ozemlje, ki so ga izgubili v zimski vojni.
Finska fronta bi se nato morala priključiti armadni skupini Sever, ki je oblegala Leningrad, vendar sta Mannerhaim in finski predsednik Rytiem zavrnila nadaljnje sodelovanje pri obleganju Lenigrada in tako na nek način Sovjete rešila pred padcem mesta. Hitler je bil besen. Ko je finska vojska dosegla stare meje izpred zimske vojne se je postavilo vprašanje: naprej ali ne? Priključitev "ruskega dela" Karelije je bila nesmiselna saj se je struktura prebivalstva v dvajsetih letih korenito spremenila, zato so se Finci odločili da se bo napredovanje kljub nasprotovanju Nemcev ustavilo.
Odnosi med Nemčijo in Finsko so se začeli krhati. Novembra 1941 je Finska pod velikim diplomatskim pritiskom podpisala protikominternski pakt in tako napovedala vojno Združenem kraljestvu. Finska vlada se je hotela temu paktu izogniti saj ni hotela postati del velike vojne. Pozimi 1941/24 je fronta obmirovala.
Poleti 1942 so se odnosi med Nemčijo in Finsko ponovno poslabšali, ko je rdeča armada ob Ladoškem jezeru začela ofenzivo. K poslabšanju odnosov je prispeval tudi nemški položaj pri obleganju Leningrada. S porazom nemških čet februarja 1943 pri Stalingradu in Leningradu pa je pri Fincih nastala panika. Z SZ so zeleli ob posredovanju nevtralnih držav podpisati mir, vendar so temu Nemci ostro nasprotovali.
Leta 1944 je postal položaj skrajno resen, saj so se bile Nemške čete prisiljene umakniti izpred Leningrada. Finska vojska je ostala sama in tako izredno ranljiva. Finska se je ponovno poskušala dogovoriti o premirju, vendar je bil tudi tokrat nemški odziv oster. Kjub temu, da do miru ni prišlo, so Nemci ustavili pošiljke orožja. 9. junija se je v ožini začela velika ofenziva rdeče armade zaradi katere je fronta dokončno razpadla. Moskva Finski še zadnjič ponudi mirovna pogajanja vendar jih Finci, ki so kljub porazu pod vplivom Nemcev, zavrnejo. Šele ko Mannerhaim nasledi takratnega finskega predsednika Rytiema, je dokončno odpovedano sodelovanje z nacistično Nemčijo. Temu sledi tudi podpis premirja z SZ. Zahteve SZ so visoke. Finska mora SZ odstopiti vse ozemlje izgubljeno v zimski vojni, polotok Parkkola, omogočiti mora neoviran transport sovjetskih čet preko finskega ozemlja. Soditi mora vojnim zločincem, ukiniti mora tudi protikomunistična gibanja, pregnati nemške enote iz svojega ozemlja in plačati ogromno vojno odškodnino. Konec nadaljevalne vojne tako pripelje do začetka laponske vojne v kateri morajo finci ob pomoči rdeče armade s svojega ozemlja pregnati nemške čete.
Dokončni mirovni sporazum med Finsko in SZ je bil podpisan šele leta 1947 v Parizu.